# جورانگ
جورانگ (‎/dʒuːrɒŋ/‎) که در برخی موارد در منابع فارسی از آن با عنوان جورونگ یاد شده است، یک ناحیه جغرافیایی مهم است که در جنوب غربی‌ترین ناحیه غربی سنگاپور واقع شده است. هرچند محدوده آن بطور مبهم مشخص گردیده است ولی حدود ناحیه به طور تقریبی مناطق فرعی (Planning area) جورانگ شرقی، جورانگ غربی، بون لی (Boon Lay Planning Area)، پایونیر به همراه جزیره جورانگ در خوشه جزایر غربی و جنوبی‌ترین قسمت‌های حوضه آبریز غربی را در بر می گیرد. اگر این ناحیه بنابر بزرگترین گستره تاریخی خود توصیف گردد، می تواند بوکیت باتوک و تواس (Tuas) را هم در بر داشته باشد.